# Charles-Nicolas Cochin der Jüngere

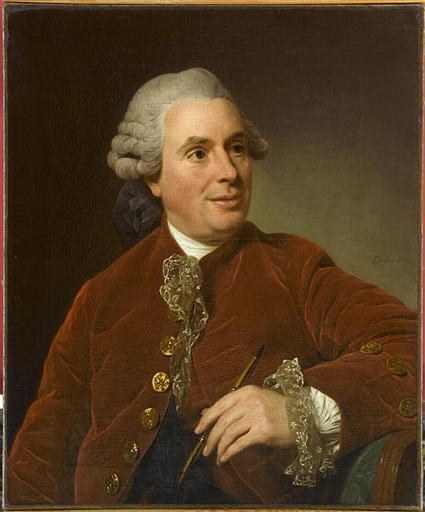
Porträt Cochins von Alexander Roslin

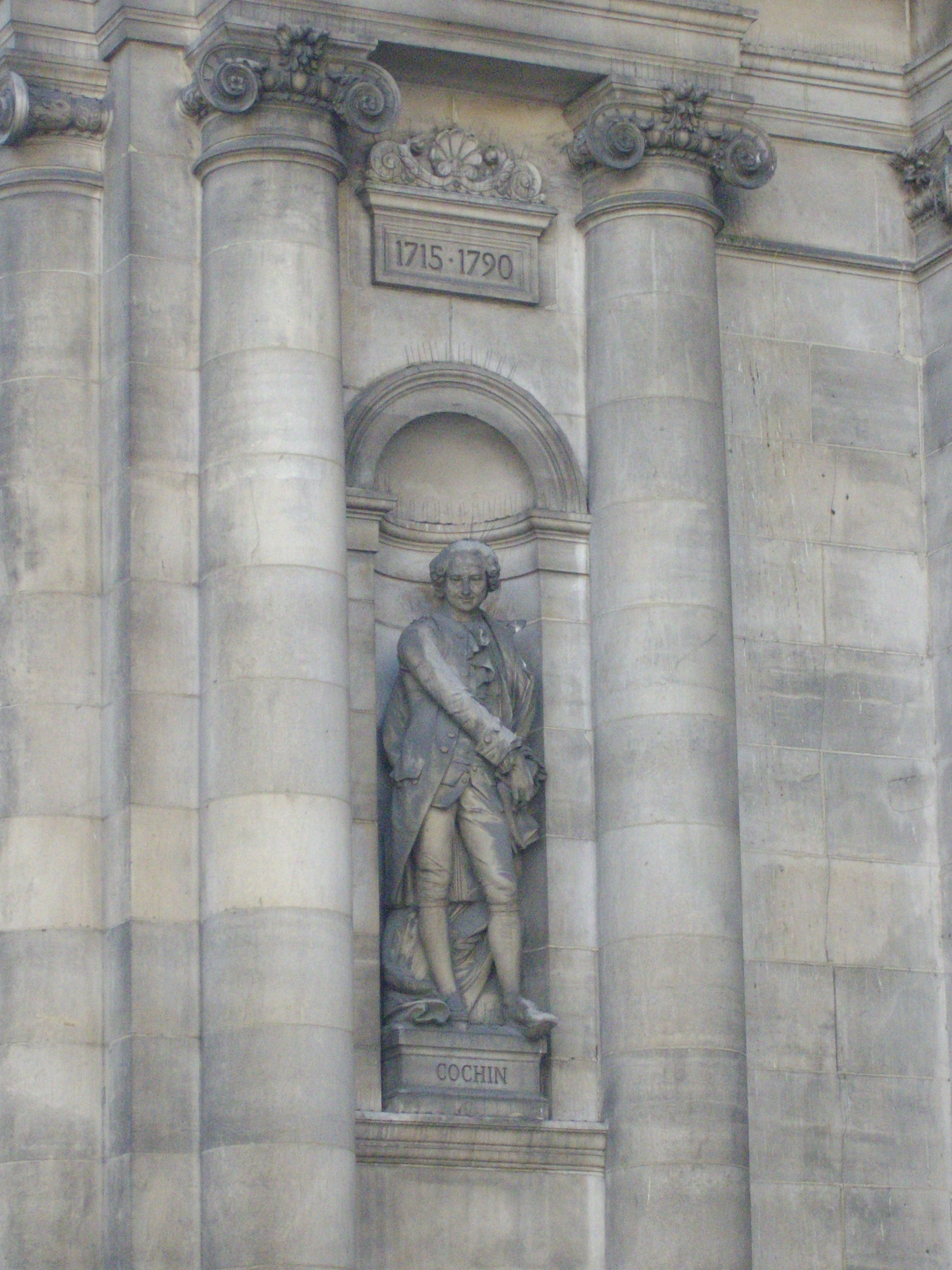
Statue Cochins am Rathaus von Paris

Charles-Nicolas Cochin der Jüngere (* 22. Februar 1715 in Paris; † 29. April 1790 ebenda), auch genannt Charles-Nicolas Cochin fils oder Charles-Nicolas Cochin le jeune, war ein französischer Kupferstecher und Radierer.

## Biographie
Cochin war Sohn der Kupferstecher Louise-Magdeleine Horthemels und Charles-Nicolas Cochin dem Älteren. Er wuchs in der Rue Saint-Jacques, in den Straßen rund um St-Étienne-du-Mont, auf, wo sein Elternhaus stand. Durch die in seinem Elternhaus immer gegenwärtige Tätigkeit des Kupferstechens wurde er animiert, selbst zum Stichel zu greifen. Seine ersten Radierungen fertigte er bereits im Alter von zwölf Jahren. Bemerkenswert war auch sein Interesse an Literatur, Wissenschaft und Sprachen. So hatte er sich selbst Latein, Italienisch und Englisch beigebracht und las Bücher in diesen Sprachen. 
Seine Ausbildung dann, unter seinem anspruchsvollen Vater, fiel ihm schwer. Das Kopieren strengte ihn an und langweilte ihn. Die Übungen bestanden in der Reproduktion von Stichen nach Hendrick Goltzius, Schelte a Bolswert (1586–1659) und François de Poilly d. Ä., die ihm die notwendige Ausdauer bei seiner Tätigkeit mit dem Stichel verleihen sollten. Er verdiente sich damit jedoch die Stunden, die er sich ganz seinem Vergnügen des freien Arbeitens, vorzugsweise beim Anfertigen von Radierungen, hingeben konnte. 
Sein sich immer verfestigender Stil brachte ihm schon früh Anerkennung. Eine seiner frühen Kopien sollte ihm aber kein Ruhmesblatt werden. Die Kopie von La maîtresse d’école, nach der Vorlage seines Vaters, war vollends verunglückt. Unglücklicherweise signierte er das Blatt, das so in den Druck kam. Trotzdem bekam er schon früh direkte Aufträge zum Anfertigen von Druckvorlagen. 1729 beauftragte ihn Melchior de Polignac mit einem Œuvre von der Geburt von Ludwig XV., das Cochin als Radierung erstellte. Diese Technik wurde auch zu seiner Berufung.
1735, im Alter von 20 Jahren, fertigte Cochin die erste Radierung, le marchant joialier de Roi, nach eigenem Entwurf an. Er war damit der erste Kupferstecher, der nicht nur kopierte, sondern auch eigene Entwürfe umsetzte. Dieses Talent hatte sich schon in seiner Kindheit, in der er viel zeichnete und malte, gezeigt und war bei ihm immer weiter herangereift.
Cochin gründete seine eigene Werkstatt und stach Porträts, historische Szenen und Genre. Die Qualität seiner Arbeiten war so gut, dass er vom König gefördert wurde.
Unterbrochen wurde sein Schaffen durch eine Italienreise, von 1749 bis 1751, bei der er den Marquis de Vandières und Jacques-Germain Soufflot begleitete. Zurückgekehrt entwickelte er völlig neue Sujets die seine gesamten Zeitgenossen beeinflussen sollten.
Auf Veranlassung des Königs wurde Cochin 1751 unter Beifall als Mitglied der Académie royale de peinture et de sculpture berufen, ohne eine Arbeit vorlegen zu müssen, oder die obligatorischen zwei Mitglieder, die ihn hätten vorschlagen müssen. Diese Arbeit präsentierte er erst 1763.
Nach dem Tod Charles-Antoine Coypel übernahm er 1752 das Amt des Archivars der Académie und 1755 wurde er Chronist der Académie. 1757 wurde er in den Adelsstand erhoben und im selben Jahr noch durch den Ordre de Saint-Michel ausgezeichnet. Sein Aufstieg nahm selbst Charles André van Loo, erster königlicher Maler und Vorsitzender der Académie für ihn ein und Cochin konnte 1761 erreichen, dass auch der Kupferstich als eigenständige Kunstform anerkannt wurde.
Er hielt alle royalen und kirchlichen Begebenheiten seiner Zeit in Kupferstichen fest und wurde so zum Chronist seiner Zeit. Es sind über 1500 seiner Werke überliefert und eine Vielzahl von Briefen.
Sein Wort hatte viel Gewicht. Er war ein entschiedener Neuerer und lehnte den alt hergebrachten Barockstil ab. So kam es 1767 zum Eklat, als Jean-Baptiste Pigalle vom König den Auftrag für eine Skulptur bekam. Cochin drohte sogar mit Rückzug aus der Académie und nur Denis Diderot konnte ihn von diesem Schritt abbringen.
Wie ungewöhnlich Cochin als Kupferstecher war, zeigte sich 1776 und 1777 ein weiteres Mal, als er zwei Reisen in die Normandie machte, um Skizzen von Le Havre und Rouen zu machen, die er später in seinem Atelier umsetzten wollte.
Cochin war nie verheiratet, weil er sein Leben ganz seiner Arbeit gewidmet hatte. Seine Wohnung wurde von seinem Schüler Simon-Charles Miger als trist beschrieben. Miger berichtete auch, dass sich seine betagte Mutter sowie eine Schwester und eine Cousine um ihn gekümmert hätten. Nach dem Tod der Schwester und später der Mutter litt Cochin mehr und mehr unter Einsamkeit, von der er nicht wusste, wie er etwas hätte ändern können. Im Alter dann klagte Cochin in Briefen, die er 1780 und 1781 verfasste, sein Leid über ausstehende Pensionszahlungen, die ihm der jetzige König Ludwig XVI. schulde.
Sein Cousin, Sohn von Alexis Simon Belle und Marie-Nicole Horthemels, war sein Testamentsvollstrecker.

## Werke (Auszug)
- Lycurgue blessé dans une sédition
- La Mort d’Hippolyte
- David jouant de la harpe devant Saül
- Figures de la Jérusalem délivrée
- Vue perspective de la décoration élevée sur la terrasse du château de Versailles pour l’illumination et le feu d’artifice qui a été tiré à l’occasion de la naissance de duc de Bourgogne le 30 décembre 1751, gestochen nach seinem Entwurf von Martin Marvie
- Les Conquêtes de L’Empereur de la Chine (1766–1774),
- La Bénignite, gestochen nach seinem Entwurf von François Robert Ingouf
- Le frontispice de l’Encyclopédie, gestochen nach seinem Entwurf von Benoît-Louis Prévost

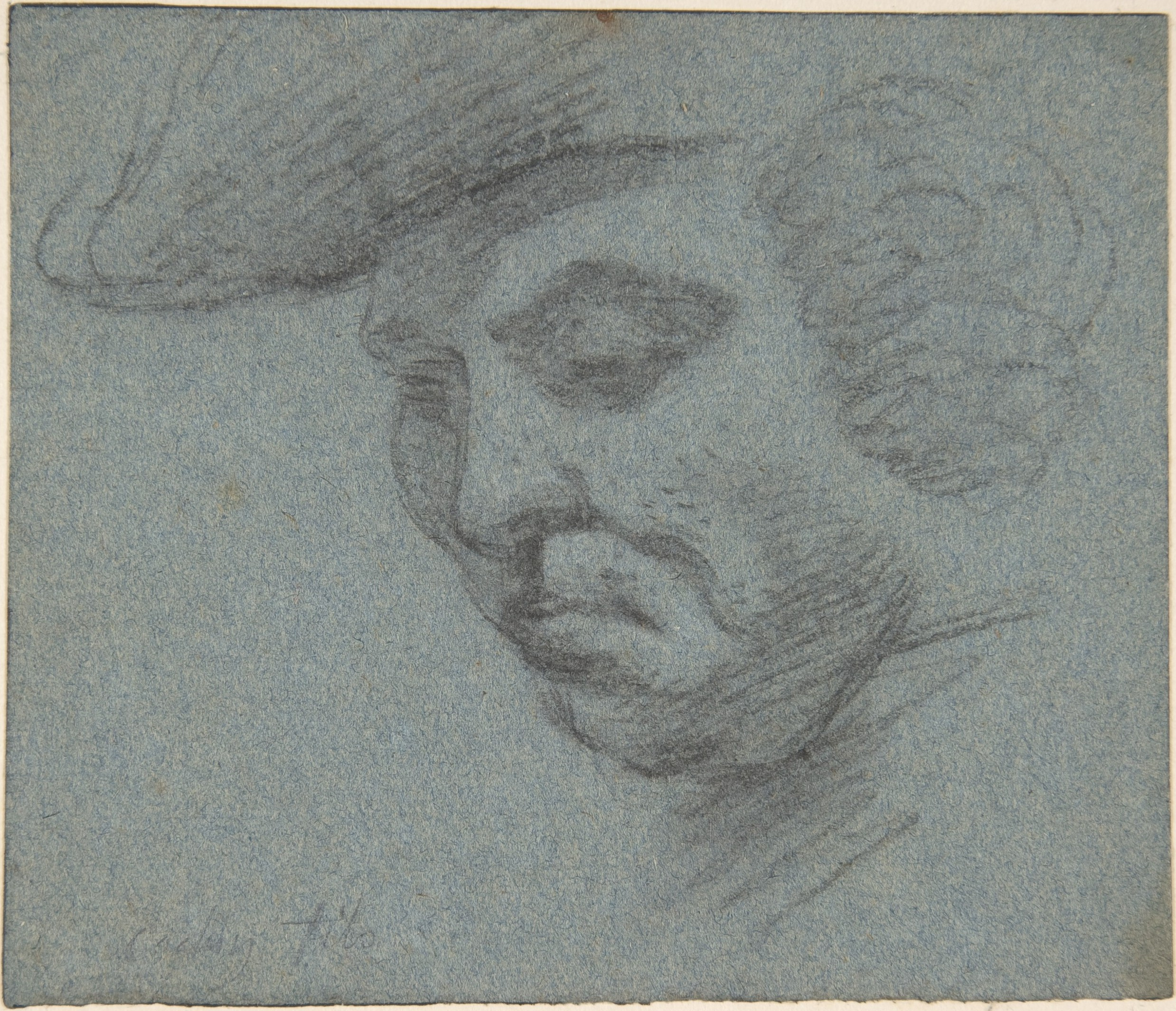
Zeichnung Cochins eines Männerhaupts
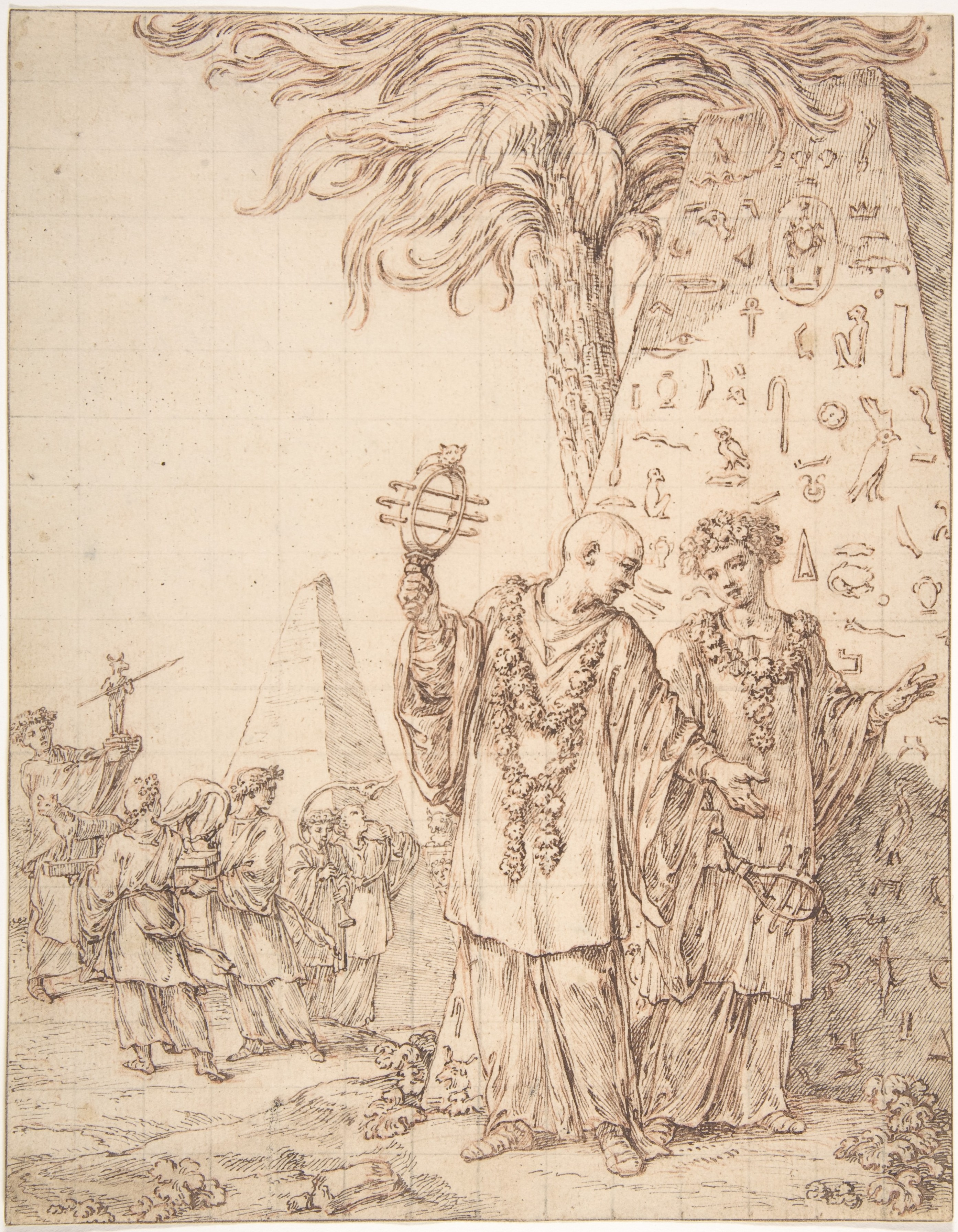
Zeichnung Cochins für die Prozession nach Memphis
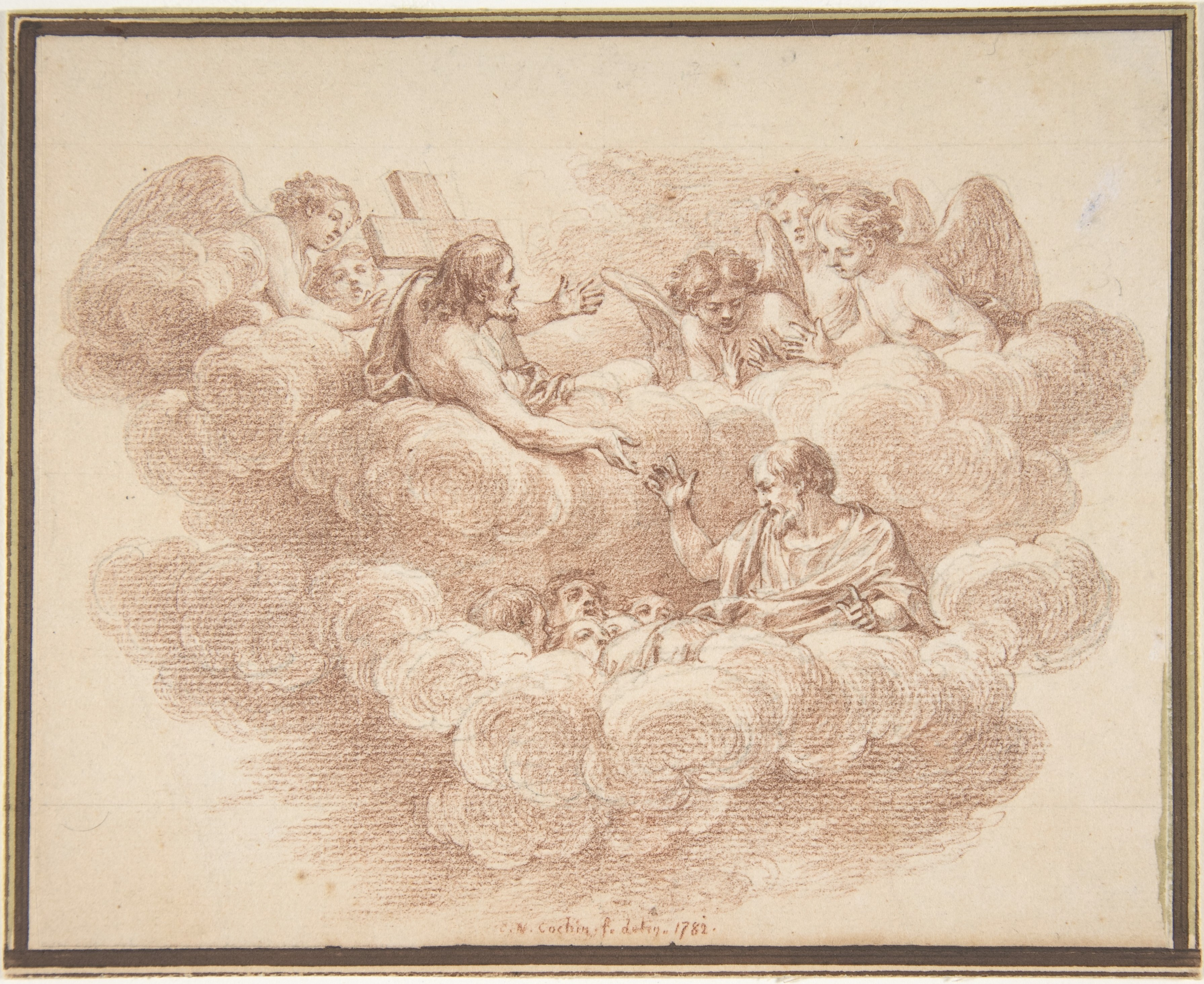
Der aufgefahrene Jesus
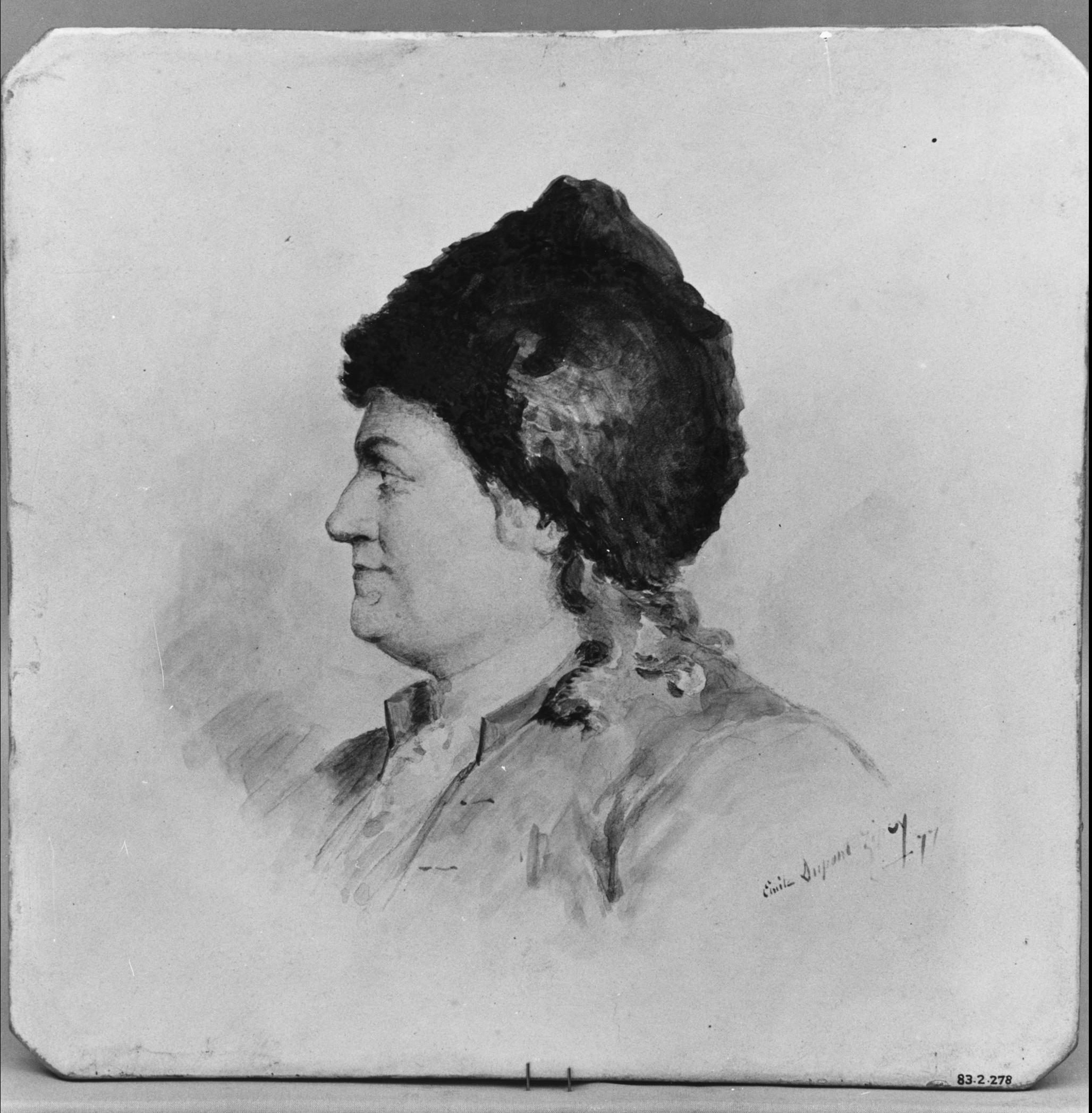
Stich Benjamin Franklins von Cochin
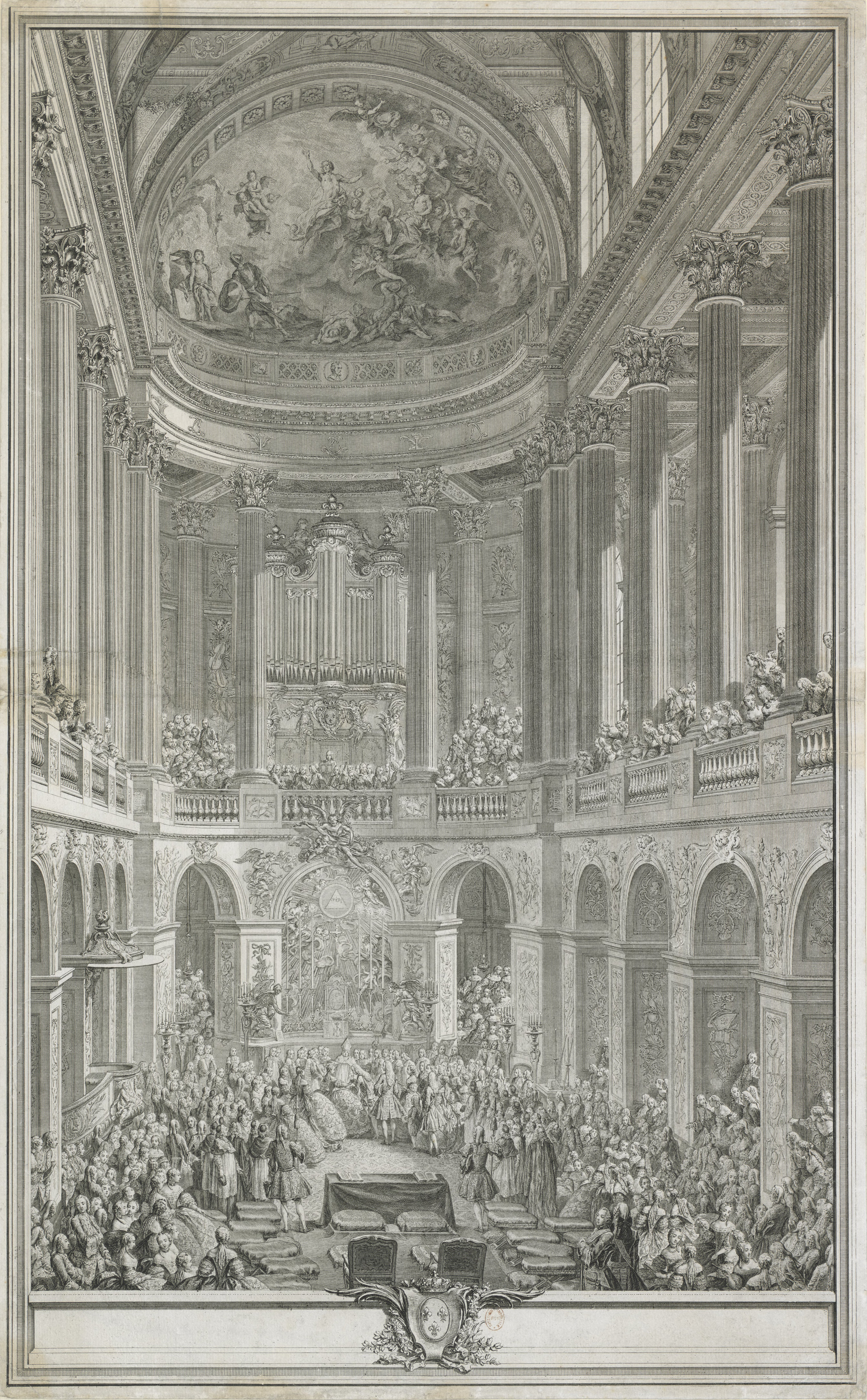
Stich der Hochzeit von Ludwig XV. von Cochin
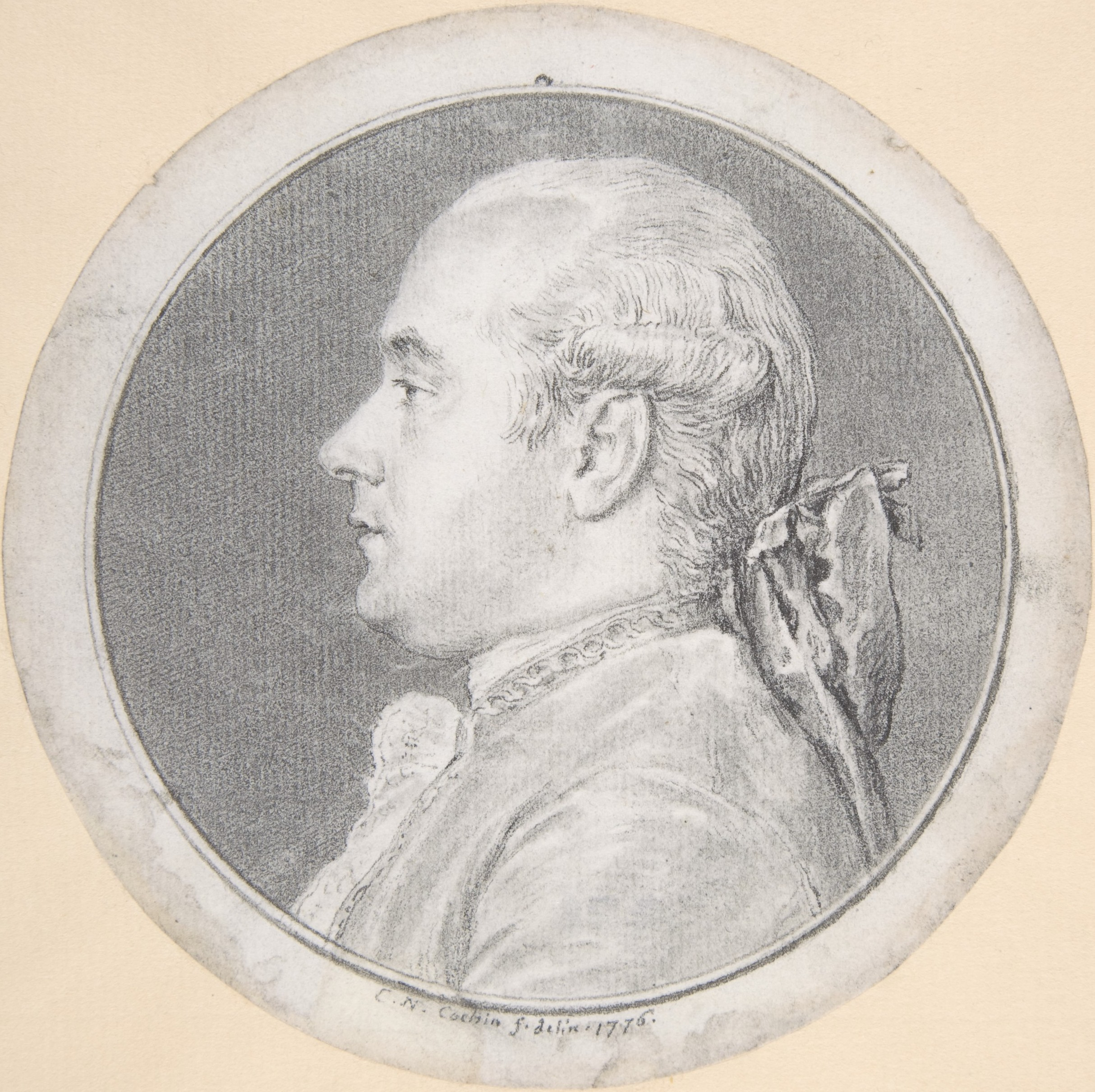
Stich einer Männerbüste von Cochin